# Sydney Chapman
Sydney Chapman (Eccles, 1888. január 29. – Boulder, 1970. június 16.) brit matematikus és geofizikus. Munkája a gázok kinetikai elméletéről és a Föld ózonrétegéről sok tudóst inspirált az évek során.

## A kezdetek, tanulmányai
Chapman Eccles-ben született, Salford mellett Angliában, és az egyetemi tanulmányait 1902-ben kezdte egy technikai intézetben. 1904-ben, 16 évesen, Chapmant felvették a Manchesteri Egyetemre. Az egyetemnél állami ösztöndíjért versenyzett, és ő volt az utolsó, akit kiválasztottak. Chapman későbbi visszaemlékezése: „Néha azon gondolkozok, mi történhetett volna, ha eggyel hátrább kerülök.” Kezdetben mérnöknek tanult Osborne Reynolds vezetésével. Chapmant Horace Lamb tanította matematikából, később J. E. Littlewood, aki Cambrigeből jött Chapman utolsó manchesteri tanulmányi évében.
Annak ellenére, hogy Chapman mérnöki diplomát szerzett, annyira belemerült a matematikába, hogy maradt az egyetemen, hogy lediplomázzon matematikából. Követve Lamb tanácsát, Chapman felvette a Trinity Kollégium és  Cambridge-i Egyetem ösztöndíját. Ő volt az első, aki részleges ösztöndíjat kapott sizar-ként (azaz pénzügyi segélyt kapott más tudományok szolgálatában való részvétele miatt), de a második tanulmányi évétől kezdődően az ösztöndíj teljes részét megkapta. 1910-ben végezte el az egyetemet. A kutatásait tiszta matematikából kezdte el G. H. Hardy segítségével, de később, ugyanabban az évben Sir Frank Dyson felkérte, hogy legyen a fősegédje a Greenwichi Királyi Obszervatóriumnál.

## Karrierje és kutatásai
1914-től 1919-ig, Chapman visszatért Cambridge-be egyetemi tanárként és a Trinity tagjaként. Ő volt a tanszékvezető, Alkalmazott Matematikából, a Manchesteri Egyetemnél 1919-től 1924-ig, majd átköltözött a King's College Londonba. A második világháború idején a hadsereg tanácsának tudományos tanácsadója volt.
Chapman egy elismert úttörő a nap-földi fizikában. Az érdeklődése, a korai munkájából, a gázok kinetikai elméletéről származtatható. Chapman mágnesen viharokat és sarki fényeket vizsgált, fejlesztve elméleteit a Föld mágneses tere és a napszél közti kapcsolatáról. Vitatta és nevetségesnek tartotta Kristian Birkeland és Hannes Alfvén munkáját, később elfogadta Birkeland teóriáit sajátjaként. Az 1930-as évek elején Chapman és a legelső diplomázott diákja, V. C. A. Ferraro, megjósolta a magnetoszféra jelenlétét, és annak jellemzőit, melyeket 3 évvel később megerősített az Explorer 12 szatelit.
1940-ben Chapman és egy német kollégája, Julius Bartels, kiadott egy könyvet a geomágnesességről két kötetben, amely a következő két évtized szabványkönyve lett. 1946-ban Chapman az Aeronómia kifejezést fogalmazta meg, amely napjainkban a magas légkör fizikai és kémiai folyamataival foglalkozó tudomány.
1951-től 1954-ig Chapman a Nemzetközi Geodéziai és Geofizikai Unió elnöke volt.
Chapman a Nemzetközi Geofizikai Év Különbizottságának elnöke volt (NGÉ). Az NGÉ ötlete a Chapman és több tudós, köztük James Van Allen közötti 1950-es vitából származtatható. Az NGÉ 1957–58-ban került megrendezésre, és nagy fejlődést eredményezett olyan területeken, mint a Föld- és az űrtudomány, valamint az első műhold elindításához vezetett.